# Samuel Jenny

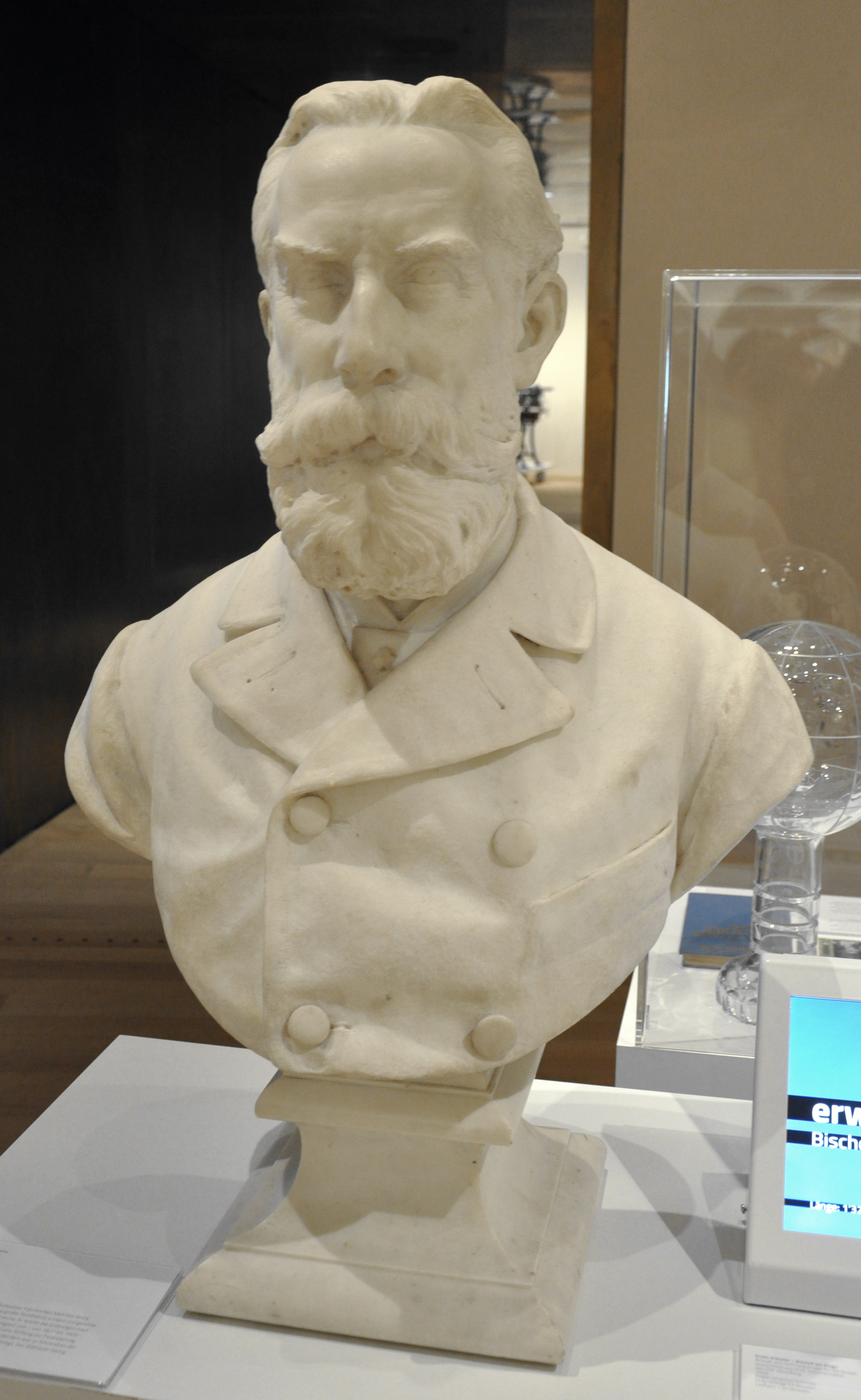
Georg Feurstein: Büste Samuel Jenny (1902)

Samuel Jenny (* 1. Januar 1837 in Hard (Vorarlberg); † 13. September 1901 ebenda) war ein österreichischer Unternehmer und Altertumsforscher.

## Leben
Die Familie reformierten Glaubens stammte aus der ehemals reichsten Schweizer Gemeinde Ennenda im Kanton Glarus. Samuel Jennys Vater Melchior hatte mit seinen Glarner Schwägern Friedrich und Dietrich Schindler 1825 in Hard sowie später auch in Kennelbach und Lauterach (beide bei Bregenz in Vorarlberg) Textilfabriken gegründet. Samuel  heiratete 1861 Maria Schindler, die Tochter Dietrich Schindlers. Er erhielt Privatunterricht und studierte ab 1855 Chemie am k.k. Polytechnischen Institut in Wien. 1858 wurde er an der Universität Jena promoviert.
Jenny übernahm 1867 die väterliche Färberei und Handdruckerei in Hard sowie die mechanische Weberei in Lerchenau (Ortsteil von Lauterach bei Bregenz). Er modernisierte den Maschinenpark der Produktionsanlagen und weitete das Absatzgebiet erheblich aus. Jenny widmete sich intensiv öffentlichen Aufgaben in der Vorarlberger Handelskammer, im Eisenbahnrat und innerhalb der evangelischen Gemeinde sowie im Vorarlberger Musikverein und bei der Betreuung der Altertümer. Er stellte namhafte Beträge für den Bau der ersten reformierten Kirche und der Schule zur Verfügung und regte den Neubau des Vorarlberger Landesmuseums an, zu dem er selbst einen hohen Betrag beisteuerte.

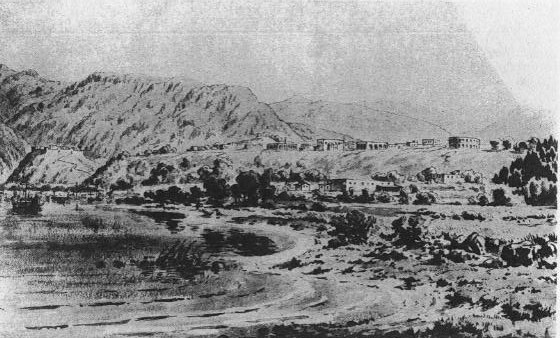
Rekonstruktionsskizze von Brigantium (Zivilstadt auf dem Ölrain)

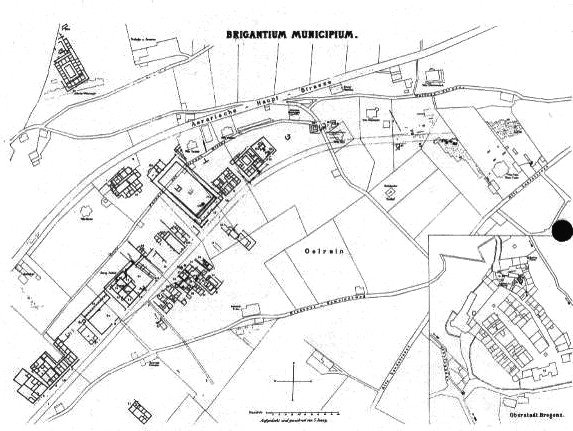
Ausgrabungsplan der Zivilstadt auf dem Ölrain

Ab 1864 erforschte er das römische Bregenz (Brigantium) und legte wesentliche Teile davon, u. a. die römische Zivilsiedlung auf dem Ölrain, frei. Er grub später auch in Pettau (Mosaikfußböden) und Oberlaibach im heutigen Slowenien und bereiste zu Studienzwecken Umbrien, Pompeji und Ägypten. Die Kosten für seine Ausgrabungen trug Jenny größtenteils selbst. 1868 gehörte er zu den Gründungsmitgliedern des Vereins für Geschichte des Bodensees und seiner Umgebung.
Man ernannte Samuel Jenny 1875 zum k.k. Konservator und Korrespondenten der K.K. Zentralkommission für Kunst und historische Denkmale. Ab 1890 trug er den Titel eines Kaiserlichen Rates.

## Abstammungsliste
1. Melchior Jenny (* 1785 in Ennenda; † 1863 in Hard), Fabrikant; verheiratet mit Tochter des Samuel Schindler[3] (1762–1830)
  1. Samuel Jenny (* 1837 in Hard; † 1901 in Hard), Industrieller und Altertumsforscher; ⚭ 1861 Maria Schindler (Tochter von Dietrich Schindler, dem Geschäftspartner seines Vaters)

## Veröffentlichungen
- Die Ausgrabungen auf der römischen Begräbnisstätte von Brigantium Generalversammlung am 14. Oktober 1866 veröffentlicht im Rechenschaftsbericht des Ausschusses des Vorarlberger Museumsvereins, Band 9, Bregenz 1867, S. 10 f.
- mit John Sholto Douglass: Die Römer in Vorarlberg 1872 (Digitalisat)